# Bart Claessen
Bart Claessen (prononcé en néerlandais : [ˈbɑrt ˈklaː.sə(n)]), plus connu sous son nom de scène Barthezz est un producteur et disc jockey néerlandais de musique trance né le 22 janvier 1980 à Asten (Pays-Bas).
Il est principalement connu pour ses titres On the Move en 2001 et Infected (2001), qui ont atteint respectivement les 16e et 25e positions dans le UK Singles Chart.
Il a par la suite publié un certain nombre de pistes sous son propre nom, notamment First Light et Madness.